# È arrivato il cavaliere
È arrivato il cavaliere és una pel·lícula italiana del 1950 dirigida per Steno i Mario Monicelli.

## Argument
El "cavaller" al capdavant d'un grup de venedors ambulants ha de ser capaç de salvar la terra on viuen, per fer-ho s'endinsa en una sèrie d'episodis còmics i surrealistes dels quals sempre surt guanyador amb el famós lema. "Ghe pensi mi". Els seus resultats gairebé sempre impliquen les desventures del comissari de reconstrucció com a efecte secundari. Finalment aconsegueix salvar el terreny de l'expropiació per a la construcció del metro. El cavaller és finalment arrestat i endut per dos "ghisa" milanesos.

## Repartiment
- Tino Scotti: el cavaller
- Silvana Pampanini: Carla Colombo
- Nyta Dover: Musette
- Enzo Biliotti: el comissari
- Enrico Viarisio: el ministre
- Marcella Rovena: Senyora Varelli
- Federico Collino: Comendador Varelli
- Galeazzo Benti: Marquès Bevilacqua
- Arturo Bragaglia: Buchs
- Rocco D'Assunta: Turiddu la cicatriu
- Ettore Jannetti: Senyor Colombo
- Giovanna Galletti: Senyora Colombo
- Alda Mangini: dona del ministre
- Enzo Maggio: guàrdia personal del ministre
- Carlo Mazzarella: el comissari
- Gilberto Mazzi: empresari de panettone
- Giuseppe Pierozzi: Filippo Attendolo
- Ciro Berardi: capatàs

## Producció
La pel·lícula està extreta de la revista Ghe pensi mi de Marcello Marchesi, Vittorio Metz i Tino Scotti, reelaborada a mida per llançar el personatge a la gran pantalla.
La pel·lícula es va rodar principalment a Roma; una escena es va rodar a Milà. Els decorats de la pel·lícula van ser dissenyats pel director d'art Flavio Mogherini. Va guanyar uns 254 milions de lira a la taquilla italiana. Es va mostrar com a part d'una retrospectiva sobre la comèdia italiana a la 67a Mostra Internacional de Cinema de Venècia el 2010.

## Crítica
| «              | […] la pel·lícula provoca rialles freqüents; després hi ha l'enlluernament habitual de les dones boniques, encapçalades per Silvana Pampanini, o aquell tros d'escot baix que, segons els autors de les nostres comèdies, és indispensable per a la seva fortuna. | » |
| — Leo Pestelli | |   |

| «                    | L'elecció de Tino Scotti com a protagonista de la història va ser correcta. La màscara de l'actor milanès es presta més que cap altra a aquell mimetisme volcànic que mou una mica tota la pel·lícula; i la seva actuació dinàmica i contundent actua com un so paral·lel als moviments de titelles del personatge. El so, per tant, s'afegeix naturalment a la imatge i l'equilibra, sense fer sentir el seu propi pes. No és que la pel·lícula estigui exempta d'aquelles exuberàncies verbals que els mateixos autors han aportat com a llegat de la seva experiència com a periodistes humorístics: un major control del diàleg hauria ajudat, sens dubte, a l'expressió cinematogràfica de la bogeria argumental que subjau a l'obra; però, sens dubte, entre els molts intents italians de pel·lícula purament còmica, aquest È arrivato il cavaliere és sens dubte dels pocs que es pot dir que tenen un gran èxit. […] Tot l'arc de la història està ple de trucs intel·ligents, que, en el seu formalisme, aconsegueixen entretenir plenament amb una comicitat excel·lent. [...] | » |
| — Giorgio Santarelli | |   |

| «                  | Tota la història inspirada en una comèdia grotesca, com la que estava de moda als primers temps de l'era muda, va ser contada per Steno i Monicelli amb una facilitat de trucs que de vegades eren bastant cursis, però generalment divertits i amb un actitud entusiasmada i una mica de titella que sovint aconsegueix rialles felices del públic. La mesura, però, s'observa poques vegades i, a la llarga, el remolí ininterromput de situacions de farsa posa a prova la paciència de l'espectador exigent. Cal recordar, però, la interpretació de Tino Scotti que, amb aquesta pel·lícula, sembla voler introduir un nou gènere de comèdia, trepitjant clarament el motlle de Ridolini i del primer Charlot, però aquí i allà també força original. | » |
| — Gian Luigi Rondi | |   |

| «                  | […] la pel·liculeta es desenvolupa entre una línia i una altra, força cansada malgrat un cert ritme superficial. El principal defecte de certes pel·lícules […] consisteix precisament en el fet que el pla serveix als directors més com a vinyeta il·lustrativa […] que com a element cinematogràfic. | » |
| — Fabrizio Gabella | |   |